# ЦУМ (Волгоград)
ЦУМ (Центральный универсальный магазин) — здание и бывшее торговое учреждение в городе Волгограде. Здание является памятником истории федерального значения и памятником архитектуры регионального значения.

## История
Здание построено в 1938 году по проекту Марии Цубиковой. Оно располагалось на пересечении улицы Островского и площади Павших борцов. Благодаря угловому расположению здание получило красивый скругленный центральный вход. Универмаг считался одним из самых красивых в довоенном СССР.

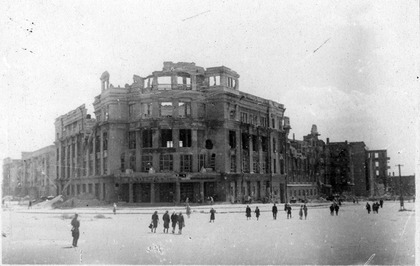
Разрушенное во время Сталинградской битвы здание Универмага

Во время Великой Отечественной войны универмаг был частично разрушен. В январе 1943 года в подвале разместился штаб 6-й немецкой армии. Здесь 31 января 1943 года сдался в плен командующий армией генерал-фельдмаршал Фридрих Паулюс.
В 1949 году универмаг был восстановлен по проекту И. Белдовского. В 1965 году, в связи с изменением формы площади, с её стороны к универмагу была сделана пристройка, встроенная в общую линию фасадов.
В 2012 году подвальное помещение универмага было передано в оперативное управление музею-заповеднику «Сталинградская битва», в составе которого в этом же году здесь открылся музей «Память».
В настоящее время универмаг не выполняет торговые функции. Здание признано аварийным, в нём идут ремонтно-строительные работы.